# Districtul Mezőtúr
Mezőtúr (în maghiară Mezőtúri járás) este un district în județul Jász-Nagykun-Szolnok, Ungaria.
Districtul are o suprafață de 725,74 km2 și o populație de 27.798 locuitori (2013).